# Ocho Rios
Ocho Rios (spanska för "Åtta floder") är en ort på Jamaica.   Den ligger i parishen Parish of Saint Ann, på den norra delen av ön, ca 80 km norr om huvudstaden Kingston. Staden ligger 25 meter över havet och antalet invånare är 9 450.
Terrängen runt Ocho Rios är kuperad åt sydost, men västerut är den platt. Havet är nära Ocho Rios norrut. Runt Ocho Rios är det ganska tätbefolkat, med 144 invånare per kvadratkilometer. Närmaste större samhälle är Saint Ann's Bay, 10,8 km väster om Ocho Rios. I omgivningarna runt omkring växer i huvudsak städsegrön lövskog. 